# جين هيوي
جين هيوي (بالإنجليزية: Gene Huey)‏ هو لاعب كرة قدم أمريكية أمريكي، ولد في 20 يوليو 1947.

## وصلات خارجية
- جين هيوي على موقع مرجع كرة القدم المحترفة.كوم (الإنجليزية)